# Vladimir Il'in (calciatore 1928-2009)
Vladimir Vasil'evič Il'in (in russo Владимир Васильевич Ильин?; Kolomna, 15 gennaio 1928 – Mosca, 17 luglio 2009) è stato un calciatore sovietico, di ruolo attaccante.

## Palmarès

### Giocatore

#### Club
- Vysšaja Liga: 4

Dinamo Mosca: 1949, 1954, 1955, 1957
- Kubok SSSR: 1

Dinamo Mosca: 1953

#### Individuale
- Capocannoniere della Vysšaja Liga: 1

1954 (11 gol)